# VfB Rheine
Der VfB Rheine war ein Sportverein aus Rheine im Kreis Steinfurt. Die erste Fußballmannschaft der Frauen spielte vier Jahre in der Bundesliga. Die erste Fußballmannschaft der Männer spielte acht Jahre in der damals drittklassigen Oberliga Westfalen.

## Geschichte

### Vereinsgeschichte
Der VfB Rheine entstand am 27. Juni 1971 durch die Fusion der Vereine Rot-Weiß Rheine und FC Rheine. Beide Stammvereine waren ebenfalls das Produkt von Vereinsfusionen. Rot-Weiß Rheine entstand am 22. Juni 1969 durch die Fusion von Borussia Rheine und dem VfL Rheine. Der FC Rheine wiederum wurde am 12. Juli 1969 durch die Fusion des BV Rheine mit der SpVgg Rheine gegründet. Borussia Rheine gewann im Jahre 1928 durch einen 3:2-Sieg gegen den VfB 03 Bielefeld die Westfalenmeisterschaft. Der BV Rheine spielte drei, die SpVgg Rheine ein Jahr in der höchsten westfälischen Amateurliga. Am 10. Juli 1994 fusionierte der VfB mit der SG Eintracht Rheine zum FC Eintracht Rheine. Die Frauenfußballabteilung spaltete sich am 10. März 1998 als FFC Heike Rheine vom FC Eintracht ab.

### Frauenfußball
Die Frauenmannschaft des VfB stieg 1989 in die damals erstklassige Regionalliga West auf und qualifizierte sich als Vizemeister der Saison 1989/90 überraschend für die neu geschaffene Bundesliga. Dort belegte die Mannschaft 1992 und 1993 jeweils den dritten Platz in der Nordgruppe. In beiden Jahren erreichte die Mannschaft darüber hinaus noch das Halbfinale im DFB-Pokal. Bekannteste Spielerin des VfB Rheine ist Kerstin Stegemann, die 191 Mal für die deutsche Nationalmannschaft spielte.

### Männerfußball
Die Männermannschaft des VfB startete in der Landesliga und schaffte im Jahre 1973 den Aufstieg in die Verbandsliga Westfalen. Dort erreichte die Mannschaft auf Anhieb Platz sieben und einen Zuschauerschnitt von 4.160. Im Jahre 1978 wurde der VfB Vizemeister seiner Staffel, nachdem die Entscheidungsspiele gegen den 1. FC Paderborn mit 0:1 und 1:1 verloren wurden. Daraufhin musste die Mannschaft Entscheidungsspiele um die Teilnahme an der deutschen Amateurmeisterschaft bestreiten. Nach einem 2:1-Hinspielsieg gegen die SpVgg Erkenschwick unterlagen die Rheinenser im Rückspiel mit 0:2 nach Verlängerung.
Der VfB war damit für die neu geschaffene Oberliga Westfalen qualifiziert. Nach zwei Jahren Abstiegskampf erreichte die Mannschaft in der Saison 1980/81 mit Rang sechs die beste Platzierung. Ein Jahr später konnte der VfB mit dem 8:1 beim STV Horst-Emscher seinen höchsten Oberligasieg feiern. Im Jahre 1983 stieg der VfB unglücklich ab. Da mit dem TuS Schloß Neuhaus ein Zweitligist abstieg und Oberligameister Eintracht Hamm-Heessen den Aufstieg verpasste, mussten die Rheinenser als Drittletzter absteigen.
Nach einem dritten Platz in der Saison 1985/86 kehrte der VfB zwei Jahre später als Verbandsligameister in die Oberliga zurück. Am letzten Spieltag begrüßte der Verein 12.000 Zuschauer zum Heimspiel gegen Arminia Bielefeld. Der VfB schlug die Arminia mit 2:1 und leisteten damit Bielefelds Konkurrenten Preußen Münster Schützenhilfe, die durch ein 0:0 beim SC Verl der Arminia die Meisterschaft wegschnappte. Ein Jahr später verblieb der VfB nur durch das bessere Torverhältnis gegenüber der Hammer SpVg in der Oberliga. Im Jahre 1991 stiegen die Rheinenser erneut aus der Oberliga ab und versanken im Mittelfeld der Verbandsliga.

### Jugendfußball
Die B-Juniorinnen des VfB Rheine wurden 1985 und 1986 jeweils Westfalenmeister. Ebenfalls Westfalenmeister wurde 1986 die männliche C-Jugend.

## Persönlichkeiten
- Monika Denker (geb. Boll)
- Christian Greve
- Peter Kitzmann
- Friedel Mensink
- Ernst Middendorp
- Herbert Mühlenberg
- Ralf Peter
- Michael Prus
- Willi Reimann
- Manuela Schultealbert (geb. Schlamann)
- Kerstin Stegemann
- Heinz-Rüdiger Voß
- Nicole Werner